# Camping World Stadium
Camping World Stadium är en sportarena i Orlando, Florida i USA. Den öppnade 1936 som Orlando Stadium och har även gått under namnen Tangerine Bowl, Florida Citrus Bowl och Orlando Citrus Bowl.
Arenan byggdes ursprungligen för amerikansk fotboll och har fungerat som hemmaarena för ett flertal amerikanska fotbollslag. Från 2011 till 2013 hade fotbollsklubben Orlando City SC Camping World Stadium som hemmaarena. Under Fotbolls-VM 1994 var Citrus Bowl, som den då hette, en av nio spelplatser och var värd för fem matcher. Staden Orlando äger och driver arenan genom Orlando Venues och är en av få offentligt ägda arenorna i USA.

## Historia
Arenan började byggas 1936 som ett projekt för Works Progress Administration under president Franklin D. Roosevelt under den stora depressionen, öster om baseballarenan Tinker Field. Arenan öppnade senare under 1936 med en kapacitet på 8 900 åskådare som Orlando Stadium. Den första college football bowl-matchen på arenan spelades den 1 januari 1947. Publikkapaciteten utökades med 2 000 platser 1952. Under denna period gick arenan under namnet Tangerine Bowl. 
Ytterligare 5 000 platser tillkom 1968, tillsammans med den första pressläktaren. Från 1974 till 1976 höjdes kapaciteten till 52 000. Efter att ha byggts på med en övre läktarnivå 1989 kunde arenan ta emot 65 438 åskådare. Mellan 1999 och 2002 moderniserades arenan med rulltrappor, en 107 fot (33 m) bred videoskärm, nytt ljudsystem, tillsammans med två fullfärgdisplayer längs de övre läktarna. Expansionen ledde till att de övre läktarna hängde över Tinker Fields högra planområde, om än i en signifikant höjd.